# 김규식 (서로군정서)
김규식(金圭植, 1880년 8월 27일 ~ 1945년 8월 10일)은 한국의 독립 운동가이다. 경북 안동 출신이다.

## 생애
경상북도 안동 임하면 천전동(臨河面 川前洞 258) 출신이다. 안동 지역의 민족주의적 유교 세력이 1907년 설립된 협성학교 교사로 근무했다가 이 학교 설립자들인 유인식, 김동삼 등이 한일 병합 조약 체결 후 만주로 망명할 때 김규식도 뜻을 같이 하여 독립운동 기지 설립에 참여했다.
만주 지역 한국인들이 1919년 설치한 자치기관 한족회에 참가하였고, 신흥무관학교 지원 활동 등에 참가했다. 그는 1921년 한족회를 바탕으로 확대된 서로군정서를 대표하는 독립운동가였고, 남만주 지역의 정의부 소속으로 활동을 계속했다. 당시 김규식은 봉천에 동아관이라는 여인숙을 운영하면서 이를 독립운동 세력의 연락 거점으로 활용했다.

## 사후
- 1996년 건국훈장 애국장이 추서되었으며, 장남인 김성로도 김규식과 함께 망명하여 신흥무관학교를 거쳐 독립운동에 참가한 공로로 건국훈장 애족장을 받았다[1].

- 의병 출신의 북로군정서 지도자 김규식과 한자명이 같기 때문에 혼동되기도 한다. 2008년 이천 냉동창고 화재 사고 때 사망한 중국 교포 김군의 아버지 김용진은 서로군정서 김규식의 후손이나 《오마이뉴스》에 의해 북로군정서 김규식의 외증손자로 보도되어 기사가 정정되는 일이 있었다. 김용진은 2000년 대한민국으로 귀국하여 일용직 근로자로 일했다. 김용진의 아들 김군도 아버지의 초청으로 2007년 말 입국했다가 귀국 1주일만에 발생한 화재사고 때 현장에서 근무하던 중 사망했다.[2][3][4][5][6]

## 가족 관계
- 아들 : 김성로

## 참고자료
- 김규식 : 독립유공자 공훈록 - 국가보훈처
- 독립운동가 김규식 장군 후손도 참변(동아일보) 2008년 1월 10자 기사
- (오피니언) 독립운동가 후손 청년의 죽음 앞에서(조선일보 사설) 2008.01.18자